# Automimikry
Automimikry, eller självmimikry, är skyddande likheter som uppstår inom samma art. Det finns ett antal olika varianter beskrivna inom forskningen. En variant är när en individs kroppsdelar liknar varandra. En del arter av orm har en stjärt som starkt påminner om huvudet. När de backar från ett rovdjur kan de då vända stjärten till, vilket ökar chansen att fly utan dödliga skador. På ett liknande sätt kan fiskar ha ögonliknande fläckar vid stjärten. Denna form av automimikry har också dokumenterats hos en rad olika insektsarter.
Ett annat exempel på automimikry hos insekter är arter som blir giftiga när de livnär sig på vissa växter, men som annars är ofarliga att äta. Några arter beskrivs under Browers mimikry i den överordnade artikeln om mimikry.

## Thanatopsis – att spela död
Att spela död eller att se död ut är en variant av automimikry som uppvisas för att förvirra predatorer. Den kan förekomma både som defensiv mimikry och som aggressiv mimikry.
Djuret som spelar död blir orörligt och stelt och djurets normala reaktioner på stimuli, såsom beröring, trubbas av kraftigt eller uteblir. Beteendet avskräcker predatorer som bara äter byten som de själva fångat och dödat, till exempel kattdjur.
Georges Pasteur klassificerade fenomenet som en sorts automimikry, där djuret härmade sig själv som död. Han gav därför fenomenet namnet thanatosis, latin från det grekiska substantivet θανάτωσις. På senare tid har fenomenet oftare kallats "thanatopsis" (från grekiska: opsis "syn, vy").

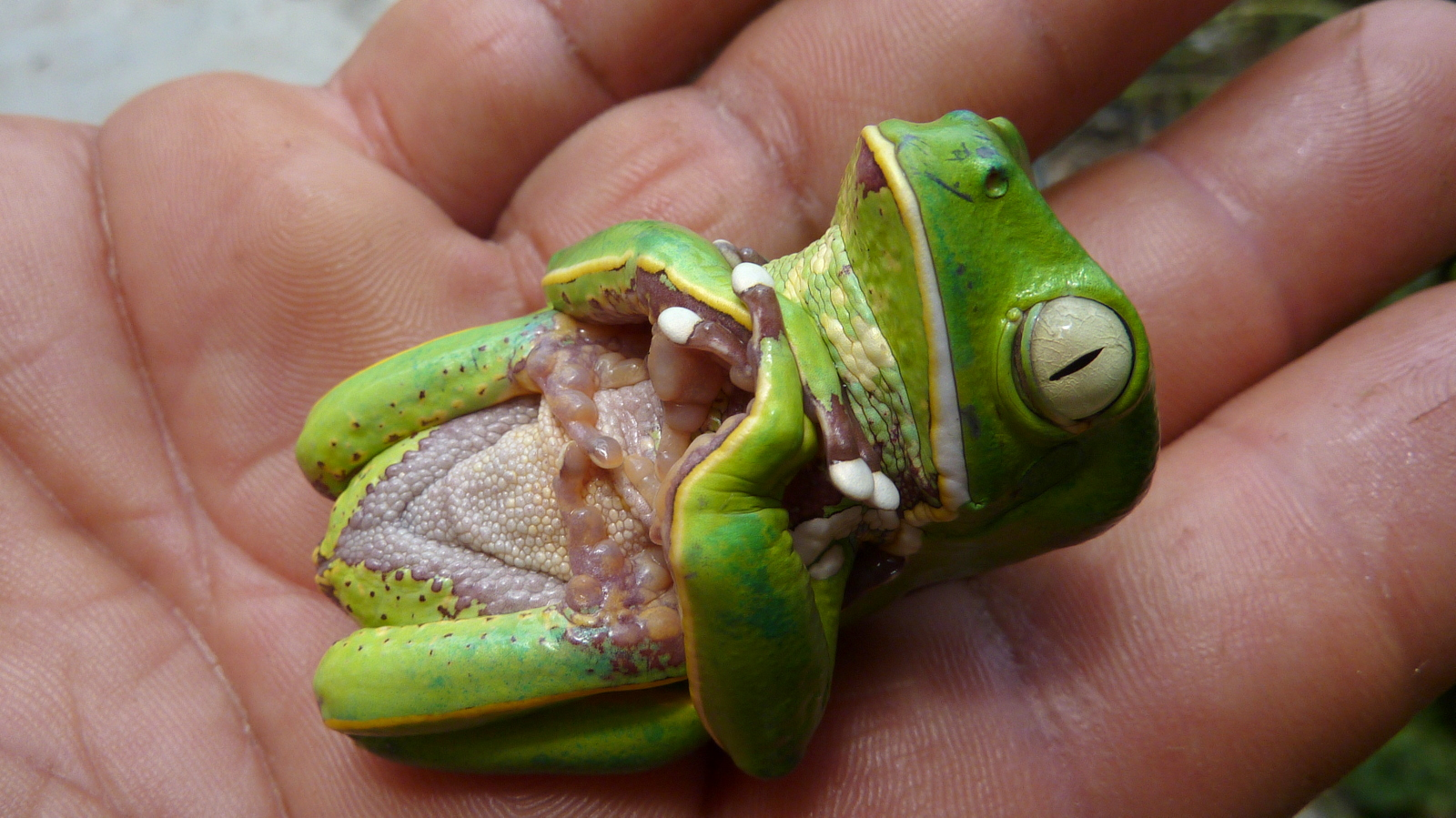
Groddjursarten Phyllomedusa burmeisteri spelar död.

### Exempel på att spela död
Ett välkänt exempel på thanatopsis är nordamerikansk opossum. Den har gett upphov till det amerikanska uttrycket ”play possum” som betyder ”simulera” eller ”förställa sig”.
Många arter av ormar och ödlor spelar döda när de inte kan komma undan ett hot och även hos insekter är beteendet vanligt.
Flera hajarter i släktet Carcharhinus kan hamna i thanatopsis, bland andra mindre svartfenad revhaj (Carcharhinus melanopterus). Beteendet förekommer också hos citronhaj (Negaprion brevirostris) och hundhaj (Mustelus canis).
Även tigerhajen, (Galeocerdo cuvier) kan försättas i thanatopsis. Det räcker att en människa lägger handen lätt på nosen i närheten av ögonen för att tigerhajen ska gå in i tillståndet.